# Изенбург (графство)
Графство Изенбург (нем. Grafschaft Isenburg, до 1744 года — Isenburg или Ysenburg, danach nur noch die Birsteiner Linie mit «I») — одно из графств Священной Римской империи. Достигло своего наибольшего размера в XVIII в., включая в себя части сегодняшних Майн-Кинциг-Крайс и Веттераукрайс в северной части, а также район и город Оффенбах-ам-Майн в южной части.
Графством управляли представители рода Изенбургов, начало которого восходит к XI веку. Родиной семьи был Изенбург недалеко от Изенбурга (Вестервальд) в сегодняшнем районе Нойвид. К 1376 году Изенбурге удалось закрепить свои притязания на владение Бюдингеном (в сегодняшнем Веттераукрайсе) через брак. Последующие Изенбурги стали имперскими графами в 1442 г. и были a.o. также бургграфы Гельнхаузена (в сегодняшнем районе Майн-Кинциг).
Линии Изенбург-Лимбург и Изенбург-Кемпених, основанные Рембольдом фон Изенбургом, разветвлялись несколько раз (Нидер-Изенбург). В результате брака Изенбурги получили власть над Бюдингеном и другими областями на юго-востоке Веттерау (Обер-Изенбург). Как графы и князья, находившиеся непосредственно под властью империи, различные линии семьи Изенбург принадлежали к высшей знати.

## Ниедер-Изенбург
Изенберги считались одной из самых важных и древних дворянских семей на Среднем Рейне и в Вестервальде. Первым верифицируемым постоянным местом жительства семьи была усадьба в Роммерсдорфе, недалеко от сегодняшнего Хаймбах-Вайса в земельном районе Нойвид. Около 1100 г. братья Рейнбольд (или Рембольд) и Герлах построили замок Изенбург на реках Зайн и Изербах и с тех пор называли себя лордами Изенбурга Рейнболд фон Изенбург (1103—1110) был женат на дочери предпоследнего графа графа Арнштейна и унаследовал некоторые владения. Другими владениями были:
- клостерфогтство Фульда
- 1232—1414 Клостерфогтство Лимбург и княжество
- 1326—1462 Графство Вид

В конце XII века Герлах фон Изенбург женился на наследнице правителей Коберна. В 1189 году он упоминается как правитель Коберна, которым семейство управляло до 1270 г.
Разделение рода началось ещё в XII в, к 1210 г. существовало четыре-пять линий. Образовывались все новые ответвления, чтоп риводило к разделам наследства. Соответственно были построены и новые замки: между 1179 и 1210 гг. возле Анхаузена появился Браунсберг, в 1194 г. — Нидербург-Коберн на Мозеле, в 1213 г. — Гренцау недалеко от Хёр-Гренцхаузена, в 1258/59 г. — Аренфельс недалеко от Хённингена.
В XIII в. Бруно фон Браунсберг и его брат Дитрих фон Изенбург унаследовали половину графства Вид. Позже Вильгельму фон Браунсберг-Изенбургу (1324—1383) удалось объединить все графство и основать новую линию графов Видов.
В конце XV в. от линии Изенбург-Лимбург осталась только ветвь Изенбург-Бюдинген, несколько раз выделявшаяся во владение с конца XV по сер. XVII в.
Со смертью графа Эрнста фон Изенбург-Гренцау в 1664 году линия Нидер-Изенбург вымерла. С 1666 года графы Вальдердорф и графы Вид-Нойвид стали править в формате реальной унии.

## Обер-Изенбург
Людвиг фон Изенбург († около 1304 г.), вероятно, появился в юго-восточном Веттерау (Обер-Изенбург) через брак с наследницей семейства Бюдингенов. В течение примерно 150 лет Изенбургам удалось завладеть большей частью наследия Бюдингеров, которое изначально было разделено на пять частей, включая управление Бюдингерским лесом как частью Пфальца в Гельнхаузене.
Это графство Изенбург-Бюдинген с замком Бюдингер в качестве центра было разделено в 1511/17 г. на линии Изенбург-Роннебург и Изенбург-Бирштайн (первый основной раздел). Линия Изенбург-Роннебург угасла в 1601 году, после чего вся собственность перешла к Изенбург-Бирштайну. Линия Изенбург-Бирштейн разделилась в 1628/31 г. на Изенбург-Бюдинген и Изенбург-Оффенбах (второй основной раздел).
В конце XVI в. Solmser Landrecht был введен в качестве государственного закона во владениях Изенбург, для чего был проведен «специальный акт публикации». Общее право теперь применялось только в том случае, если правила Solmser Landrechts не содержали соответствующих положений. Solmser Landrecht оставался в силе в перешедших к Великому герцогству Гессен в начале XIX в. частях владений. Только 1 января 1900 года он был заменен Германским гражданским уложением.

## Раздел в 1687 г., появление особых линий
Третье основное деление (1684 г.) привело к возникновению домов Изенбург-Бюдинген-Бирштайн (с 1744 г. княжества Изенбург и Бюдинген с резиденцией в Бирштайне и Оффенбахе) и Изенбург-Бюдинген (графство с резиденцией в Бюдингене). Последняя разделилась на четыре линии 23 июля 1687 г. в Меерхольце Все они называли себя Изенбург и Бюдинген, и каждый в своё название имя резиденции: Изенбург-Бюдинген в Бюдингене (вымерла в 1941 г.), Изенбург-Бюдинген в Мариенборне (вымерла в 1725 г.), Изенбург-Бюдинген в Мариенборне (вымерла в 1725 г.), Изенбург-Бюдинген в Бюдингене (вымерла в 1941 г.). Бюдинген в Меерхольце (вымерла в 1929 г.) и Изенбург-Бюдинген в Вехтерсбахе (обосновалось в Бюдингене в 1941 г.; единственная сохранившаяся ветвь). Подграфства были связаны не только кровным родством, но и, в частности, домашними договорами (правилами наследования, агнатами).
Поскольку в Изенбурге ещё не был введен наследственный принцип первородства, территория графства была разделена в 1687 году между четырьмя сыновьями вдовы Иоганна Эрнста I Изенбург-Бюдингенского Марии Шарлотты (1631—1693). Старший сын Иоганн Казимир граф фон Изенбург-Бюдинген (1660—1693) получил дворец, город и двор Бюдингена и окрестных деревень, Фердинанд Максимилиан получил дворец и город Вехтерсбах, Георг Альбрехт — Меерхольц и окрестные деревни, а Карл Август — Мариенборн в нынешнем земельном районе Бюдингер в Эккартсхаузене с окрестными деревнями. Поскольку линия Изенбург-Бюдинген-Мариенборн вскоре вымерла, в последующие годы в дополнение к старой линии Изенбург-Бирштайн появились новые: Изенбург и Бюдинген в Бюдингене, Изенбург и Бюдинген в Меерхольце, а также Изенбург и Бюдинген в Вехтерсбахе.
Со смертью графа Карла Августа фон Изенбург-Бюдинген-Мариенборн в 1725 г. по его завещанию амты Грюндау и Эккартсхаузен отошли к, а деревни Геттенбах и Хайц перешли к Изенбург-Бюдинген-Меерхольц.
Каждое из трех графств занимало площадь около 200 км² с населением около 6,5 тыс. и доходом около 35 тыс. флоринов.
Граф Вольфганг Эрнст I Изенбургский и Бюдингенский (линия Бирштейна) был возведен в сан князя императором Карлом VII 23 мая 1744 года; но только в 1803 году его преемник получил место в Имперском совете князей.

## Рейнский союз
В 1806 г. княжество Изенбург (-Бирштайн) присоединилось к Рейнскому союзу, объединив все земли Изенбургов, включая изенбургские графства Бюдинген, Меерхольц и Вехтерсбах. После фактического распада союза княжество было оккупировано союзниками и включено в генерал-губернаторство Франкфурт, после чего было медиатизировано и вошло в состав Австрии в 1815 г., а через год вошло в состав Великого герцогства Гессен. включая изенбургские графства Бюдинген, Меерхольц и Вехтерсбах. С этого момента в доме Гессен «принц Изенбургский» был частью титула. Земли Изенбургов были организационно оформлены как часть округа Гессен-Дармштадт в Оффенбахе и округ Бюдинген, а также гессенская часть в округе Гельнхаузен.

## В Великом герцогстве и курфюршестве Гессен
Граф Эрнест Казимир III. фон Изенбург-Бюдинген-Бюдинген был возведен в ранг князя в 1840 г. великим герцогом Гессен-Дармштадта как Эрнст Казимир I, а Фердинанд Максимилиан фон Изенбург-Бюдинген-Вехтерсбах был возведен в ранг князя в 1865 году курфюрстом Гессен-Касселя. Две линии называли себя «принцами Изенбурга и Бюдингена» (как и линия Вехтерсбахов с 1941 года, после того как остальные вымерли), поскольку также стали князьями.
Католическая княжеская линия Изенбурга (-Бирштейна) и протестантско-реформатская княжеская линия Изенбурга и Бюдингена существуют до сих пор. Потомками линии Изенбург-Филиппсейх являются графы Бюдингенские.